# 武汉北站
- 關於武九铁路武昌北环线上的一个已拆除车站，請見「武昌北站」。
- 關於武汉轨道交通1号线的终点站，請見「汉口北站」。

武汉北站，是位於中華人民共和國湖北省武漢市黃陂區横店街道的鐵路編組站兼停車場，為雙向三級七場，呈葫蘆狀，平均寬度約800至1000米，長度約5公里，共有112條貨運編組軌道、650餘組道岔。距離京广高铁武漢站約20公里，距京廣鐵路漢口站約23公里，於2009年5月18日啟用。武汉北站投资约24.3亿元，占地4.47平方公里，是中国主要路网性编组站之一。负责武汉铁路枢纽长江以北的貨物列車編組、调车與检修业务。

## 历史
2006年4月18日车站开始动工修建，2009年5月18日江岸西站各机构搬迁至该站，次日开通运营:276。2011年11月17日，该站已超越现有最大设计运量23404辆，日吞吐货车23539辆。2012年底有望实现最高设计能力的日吞吐货车31000辆。

## 下辖车站
武汉北站行政组织为中国铁路武汉局集团有限公司的直属车站，建制随车站前身江岸西站而称江岸西车站，自2009年5月18日起随搬迁同时更名为武汉北车站:276。截至2021年，车站下辖场站有：
- 京广铁路3站2所：丹水池、滠口、横店西及姜家线路所、林家湾线路所，其中丹水池站于2004年11月交由当时的江岸西站管理，滠口、横店西两站及姜家、林家两线路所于2009年8月1日交车站管理。

另管理京广附属线上的江岸站，2004年11月交由当时的江岸西站管理，江岸站于2021年3月29日废止。